# FK Szibir Novoszibirszk
A Szibir Novoszibirszk (oroszul: Футбольный Клуб Сибирь Новосибирск, magyar átírásban: Futbolnij Klub Szibir Novoszibirszk) egy orosz labdarúgócsapat, székhelye Novoszibirszkben található.
A csapatnév (Szibir) földrajzi eredetű, Szibéria orosz nevére utal. A csapat legnagyobb sikerét a 2009-es szezonban érte el, amikor története során először feljutott az orosz élvonalba.

## Korábbi csapatnevek
- Burevesztnyik (1936–1937)
- Krilja Szovetov (1938–1956)
- Szibszelmas (1957–1965)
- SZETM (1970)
- Dzerzsinyec (1971) – Feliksz Dzerzsinszkij, bolsevik forradalmár tiszteletére
- Cskalovec (1972–1991 és 1993–1999) – Valerij Cskalov, vadászpilóta, szovjet nemzeti hős tiszteletére
- Cskalovec-FoKuMiSZ (1992)
- Cskalovec–1936 (2000–2005)

2006 óta jelenlegi nevén szerepel.

## Története
A Szibir-t Burevesztnyik néven alapították 1936-ban, és a szovjet labdarúgó-bajnokság területi csoportjában szerepelt. Az 1950-es és 1960-as években a szovjet negyedosztály, az 1970-es és 1980-as években pedig többnyire az orosz harmadosztály tagja volt. 
1992-ben Cskalovec néven feljutott az orosz másodosztályba, azonban a két évvel későbbi létszámcsökkentés miatt kiesett onnan.
2000-ben egyesült az Olimpik Novoszibirszk-kel, majd 2003-ban Cskalovec–1936 néven nyerte meg a harmadosztályú pontvadászatot. 
2004-től a másodosztály állandó tagja, majd 2009-ben a második helyen zárt, így története során első alkalommal az élvonalba jutott.

## Külső hivatkozások
- A Szibir hivatalos oldala (oroszul)